# Кастелу-ду-Пиауи

Кастелу-ду-Пиауи на карте штата.

Кастелу-ду-Пиауи (порт. Castelo do Piauí) — муниципалитет в Бразилии, входит в штат Пиауи. Составная часть мезорегиона Северо-центральная часть штата Пиауи. Входит в экономико-статистический микрорегион Кампу-Майор. Население составляет  18 336 человек на 2010 год. Занимает площадь 2024,731 км². Плотность населения — 9,06 чел./км².

## Демография
Согласно сведениям, собранным в ходе переписи 2010 г. Национальным институтом географии и статистики (IBGE), население муниципалитета составляет:
| Полное население                               | Полное население                               | Полное население                               | Полное население                               | 18 336 |
| ---------------------------------------------- | ---------------------------------------------- | ---------------------------------------------- | ---------------------------------------------- | ------ |
| в том числе:                                   | Городское население                            | 11 479                                         | Процент городского населения, %                | 62,60  |
|                                                | Сельское население                             | 6857                                           | Процент сельского населения, %                 | 37,40  |
|                                                | Мужское население                              | 8982                                           | Процент мужского населения, %                  | 48,99  |
|                                                | Женское население                              | 9354                                           | Процент женского населения, %                  | 51,01  |
| Плотность населения, чел/км²                   | Плотность населения, чел/км²                   | Плотность населения, чел/км²                   | Плотность населения, чел/км²                   | 9,06   |
| Население муниципалитета в % к населению штата | Население муниципалитета в % к населению штата | Население муниципалитета в % к населению штата | Население муниципалитета в % к населению штата | 0,59   |

По данным оценки 2016 года, население муниципалитета составляет 18 160 жителей.

## История
Город основан 13 сентября 1762 года. 

## Статистика
- Валовой внутренний продукт на 2003 год составляет 33 674 987,00 реалов (данные: Бразильский институт географии и статистики).
- Валовой внутренний продукт на душу населения на 2003 год составляет 1819,88 реалов (данные: Бразильский институт географии и статистики).
- Индекс развития человеческого потенциала на 2000 год составляет 0,596 (данные: Программа развития ООН).

## Примечания

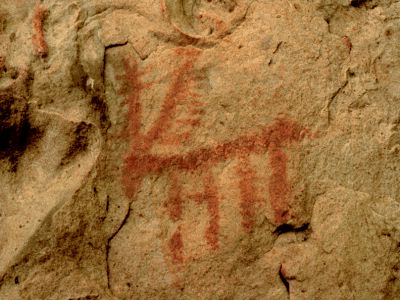